# Estación de Matiko
La estación de Matico, con denominación oficial «Matiko» (red de metro) o «Matiko-Bilbao» (red de cercanías), es una estación ferroviaria de pasajeros situada en el barrio bilbaíno de Matico-Ciudad Jardín (Matiko-Loruri en euskera), correspondiente a la línea L3 del sistema de metro de Bilbao y a las líneas de cercanías E1 (línea Bilbao-San Sebastián), E3 (línea del Txorierri, Bilbao-Lezama) y E4 (línea de Urdaibai, Bilbao-Bermeo), todas ellas operadas por Euskotren Trena.
Por su ubicación en pleno municipio de Bilbao, corresponde a la zona 1 del sistema de zonificación del Consorcio de Transportes de Vizcaya.

## Historia breve
Desde la apertura de las instalaciones originales en 1887, el barrio de Matico ha constituido un importantísimo nodo en el complejo ferroviario de la villa de Bilbao. Antes incluso que del transporte de pasajeros por las cercanías, su relevancia derivó de su ubicación estratégica en la red ferroviaria bilbaína en los tiempos de mayor auge del transporte de mercancías por ferrocarril.
La de Matico se encontraba entre las estaciones originales del Ferrocarril de Bilbao a Las Arenas (Guecho), posteriormente prolongado hasta Plencia, cuya terminal original en la capital vizcaína fue la hoy desaparecida estación de Bilbao-San Agustín. Construida a tales efectos en la campa de San Agustín, se ubicaba en el emplazamiento donde se erige en la actualidad el edificio administrativo del Ayuntamiento de Bilbao, tras el clásico palacio consistorial. Con el aumento de la actividad en Bilbao-San Agustín, se tomó la decisión de duplicar las instalaciones terminales de la línea en la capital, separando la actividad de pasajeros y de mercancías. Para ello, se optó por construir una estación solo para pasajeros, más céntrica (según la concepción de la época), en la plazuela de la iglesia de San Nicolás, en la junción de las calles de la Esperanza y Ascao en el Casco Viejo, donde justo antes se encontraba el edificio de la primera aduana de la villa, antes del traslado de esta a su ubicación actual de Uribitarte (en la plaza de Pío Baroja). Ello dio lugar a la nueva estación de Bilbao-Aduana, nombrada por el hecho anterior, precursora directa de la actual estación del Casco Viejo, sita exactamente en el mismo lugar. Bilbao-Aduana permitió, así, reservar Bilbao-San Agustín para el tráfico de mercancías con origen y destino en Bilbao, de forma exclusiva y efectiva, hasta su desaparición.
El trazado por el cual se extendía la línea férrea proveniente de Plencia hasta la nueva terminal de pasajeros en Bilbao partía, precisamente, del extremo este de la estación de Matico. Con la prolongación, materializada en 1904, el trazado original entre Matico y la terminal de cargas de San Agustín quedó relegado a la condición de ramal de mercancías. Dicho tramo no sería el único ramal que partiría de Matico, ni el más importante. La auténtica prominencia de Matico como nodo ferroviario se desarrollaría entre los años 1918 y 1969, en un periodo de medio siglo durante el cual fue el punto de partida, también desde el extremo este de la estación, del ramal de Matico a Azbarren (Basauri), operativo entre dichas fechas. Tal trazado, de absoluta importancia, permitió unir la red de ancho métrico del noroeste de Vizcaya (compuesta por las líneas de Bilbao a Plencia, Bilbao a Lezama y Luchana a Munguía) con el Ferrocarril Central de Vizcaya, el cual formaba, a su vez, parte de una vasta red de líneas, sucesivamente encadenadas, que atravesaban Vizcaya, Álava, Guipúzcoa y Navarra (incluyendo el Ferrocarril del Plazaola, el Ferrocarril Vasco-Navarro, el de Amorebieta a Bermeo, etc.).
El trazado que unió Matico con Basauri supuso el complemento imprescindible del ramal de "La Industrial" (Basurto) a Azbarren, en servicio ya desde 1906 hasta la actualidad, gracias al cual fue posible establecer conexión de todos los trazados mencionados con aquellos provenientes del oeste de Vizcaya desde Galicia, Asturias y Cantabria, pues los enlazaba en primer lugar con el ferrocarril de Santander a Bilbao. Asimismo, al dar acceso a Basauri, Matico se convirtió en lugar de paso obligado para muchas mercancías del Valle de Asúa y Uribe con origen y destino en otros puntos de España, transportados en buena medida por ferrocarriles de ancho ibérico, al facilitar el trasvase de las cargas entre convoyes de ambos anchos en la terminal de transbordo de Dos Caminos (que contaba con su ramal de enlace a Azbarren). Con todo, Matico fue, en definitiva, uno de aquellos puntos clave de la red ferroviaria estrecha vizcaína (junto con Azbarren, Basurto, Luchana, et al.) que permitieron la interconexión total de todas las líneas de ancho métrico importantes de la cornisa cantábrica a su paso por Bilbao, contribuyendo, concretamente, a sortear el eje separador este-oeste que se había configurado en torno a Bilbao.
Si bien la estación ha sufrido reformas y cambios notables a lo largo de su dilatada existencia, el mayor de todos, con diferencia, consistió en el completo desmantelamiento de todas las instalaciones existentes hasta el momento, iniciado el 15 de mayo de 2010 y concluido el 8 de abril de 2017, en el marco de la construcción de la línea 3 del ferrocarril metropolitano de Bilbao, para dar así paso a las instalaciones tal cual se observan hoy en día. Así, al entrar en funcionamiento la línea L3 en 2017, la estación formó parte de la misma. Con tal actuación, todo el trazado ferroviario de la zona de Matico-Ciudad Jardín fue revisado y replanteado, con lo que, al entrar en funcionamiento el nuevo servicio de metro, se dio paso a un edificio completamente nuevo, al soterramiento de toda vía férrea a su paso por el barrio homónimo, y a la completa solución de la duplicidad de estaciones en el barrio (suponiendo la desaparición definitiva de la próxima estación de Ciudad Jardín, a la que ya había sustituido de facto en 1996).

## Futuro
Si bien la configuración definitiva de la nueva y futura red ferroviaria suburbana de Bilbao está aún lejos de estar decidida, sí es ya un hecho conocido y confirmado que la estación de tren de Matico seguirá siendo en adelante un nodo ferroviario importante, en esta ocasión, en materia de transporte de pasajeros, al ser ya parte integrante del sistema de metro de Bilbao. Siendo el metro el modo de transporte más popular en la villa, y estando ubicada la estación en un núcleo urbano con un nivel de población destacado, tales circunstancias han aumentado desde 2017 el valor estratégico de la misma.
Atendiendo a las características de la actual oferta de servicios, la estación de Matico ofrece ya una intermodalidad interesante. En el plan actual de líneas de Euskotren Trena, la de Matico es estación de inicio, término o intermedia de todas las líneas de metro o cercanías del operador ferroviario en Vizcaya, gracias a lo cual es posible partir desde o llegar a ella desde la mayor parte de la red de Euskotren Trena sin realizar transbordo alguno (incluyendo los trayectos con origen o destino en San Sebastián, Bermeo o Lezama). Asimismo, las personas usuarias de sus servicios de metro y cercanías pueden cambiar a otros medios de transporte disponibles en sus alrededores, tales como varias líneas de autobús urbanas de Bilbobus o territoriales de Bizkaibus, y, de forma muy notable, el Funicular de Archanda; el fácil acceso a este último, por medio del ascensor de la calle Tíboli (gestionado por la misma Compañía del Funicular de Artxanda), es, de hecho, la principal ventaja de Matico frente a la desaparecida estación de Ciudad Jardín, pues ha posibilitado desde 2017, por primera vez, una vía directa de acceso al sistema de metro para viajeros con origen y destino en la cima del monte norteño, cuya dificultad de acceso es ostensible y connatural, dada su ubicación geográfica.
En cuanto a la posible oferta futura de servicios, las oportunidades de Matico están íntimamente relacionadas con los dos túneles que parten desde la salida oeste de la estación, así como a las actuaciones en el trazado ferroviario que parte desde la salida este. Sea cual sea la configuración final de estos servicios, estos estarán gestionados por Euskotren: 
- Túnel noroeste: en el marco de la construcción de la conexión ferroviaria con el aeropuerto de Bilbao, actualmente en desarrollo, está previsto que el nuevo túnel de vía doble que parte en dirección norte para atravesar el monte Archanda sea prolongado para llevar los convoyes soterrados hasta Sondica (construyendo dos nuevas estaciones subterráneas en el municipio, en sustitución de las actuales de Ola y Sondica) para alcanzar finalmente el aeropuerto, que contará también con su propia estación subterránea. Ello implicará que será posible viajar desde la estación de Matico hasta el aeropuerto sin la realización de transbordos, independientemente de cuál sea la configuración final de las líneas. En la actualidad, la parte ya concluida de este nuevo túnel, operativa desde 2017, cuenta con un empalme con la variante de la línea entre Bilbao y Lezama inaugurada en 1908, lo cual permite seguir ofreciendo el servicio en las actuales estaciones de Ola y Sondica prescindiendo del túnel antiguo
- Túnel suroeste: en el marco de la construcción de un nuevo trazado ferroviario que dará servicio de metro a los barrios del sur de Bilbao, en el proyecto denominado provisionalmente «Línea 4», está previsto que Matico sea uno de los puntos de enlace/intermodalidad entre la nueva infraestructura y la ya existente. Al no estar cerrado el trazado definitivo del proyecto, el túnel suroeste no se encuentra en construcción en este momento, siendo por el momento utilizado únicamente, en su corto tramo ya construido, como túnel ciego de maniobras de unidades del servicio de metro (L3).
- Hacia el este: en el caso de constituirse, finalmente, el nuevo trazado de metro del proyecto denominado temporalmente «Línea 5» como una extensión por el este de la actual línea L3, será posible realizar trayectos entre Matico y nuevas estaciones, como la de Galdácano o la del Hospital de Usánsolo, sin realizar transbordos.

## Conexiones y accesos
En la parte inferior de la calle Tiboli hay un ascensor que la une con la plaza del Funicular, desde donde se puede acceder a la base del funicular de Artxanda
- C/ Tiboli, 30; esq. C/ Artatzamina
- C/ Tiboli, 21

## Galería de fotos

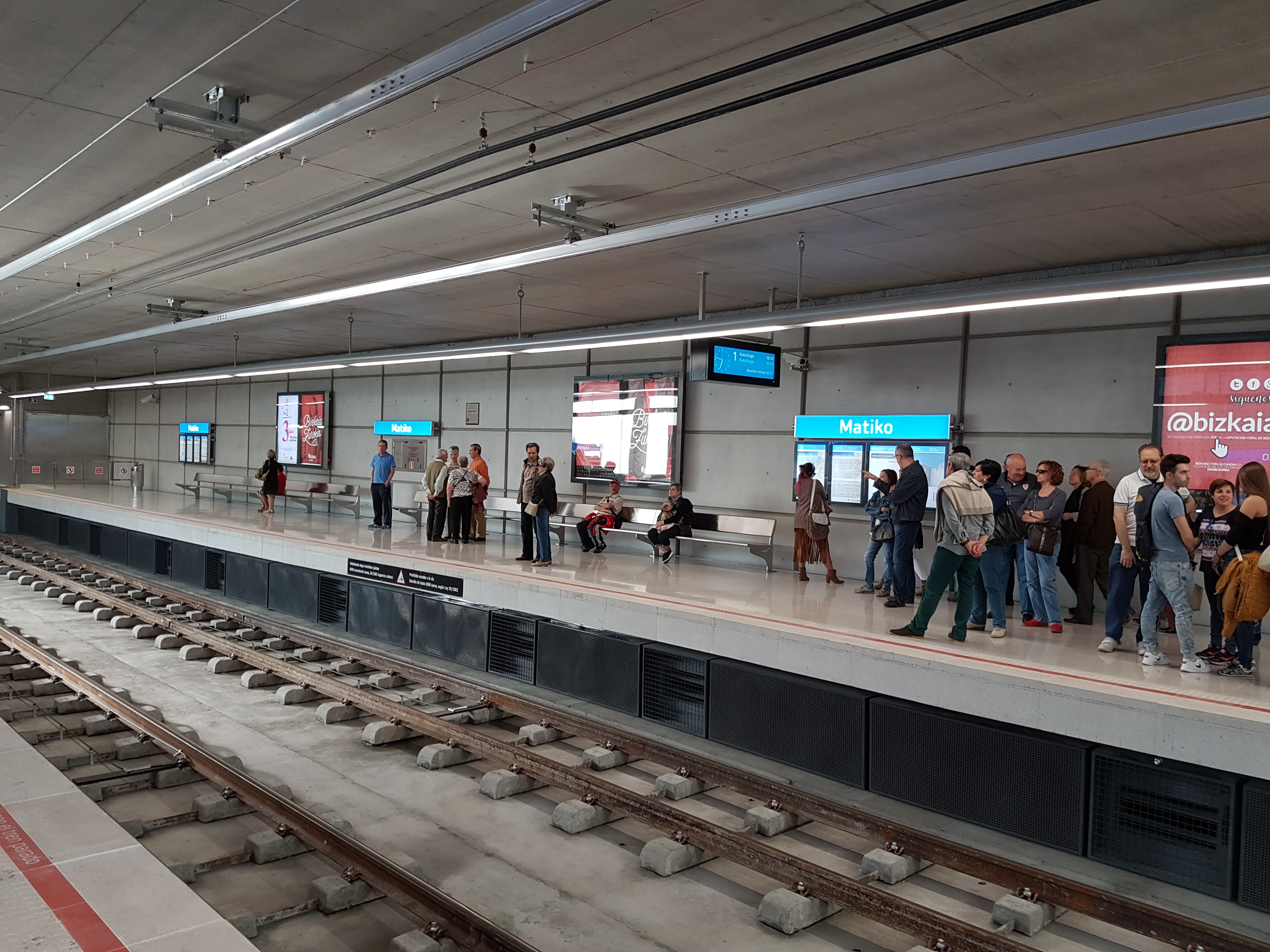
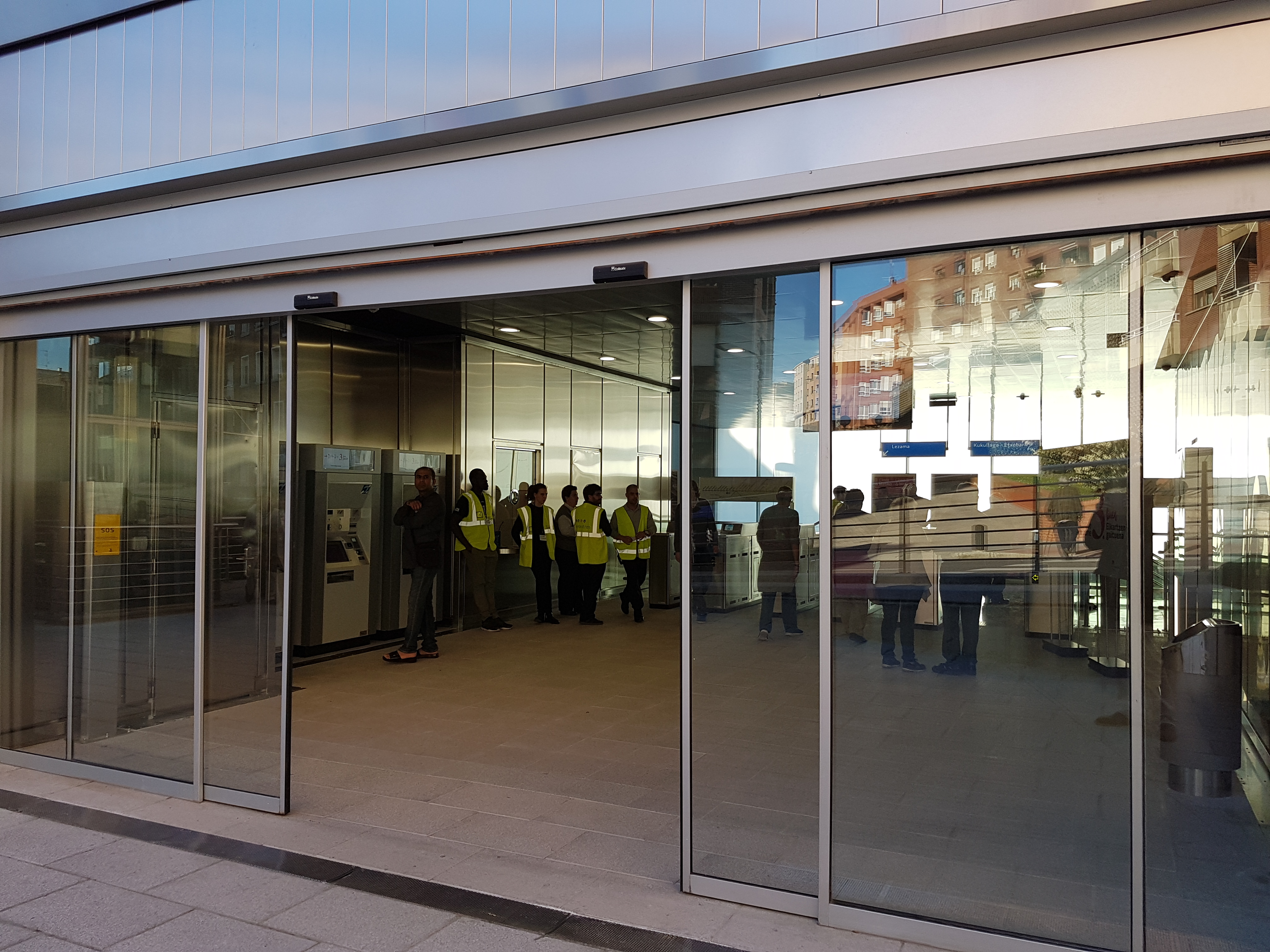
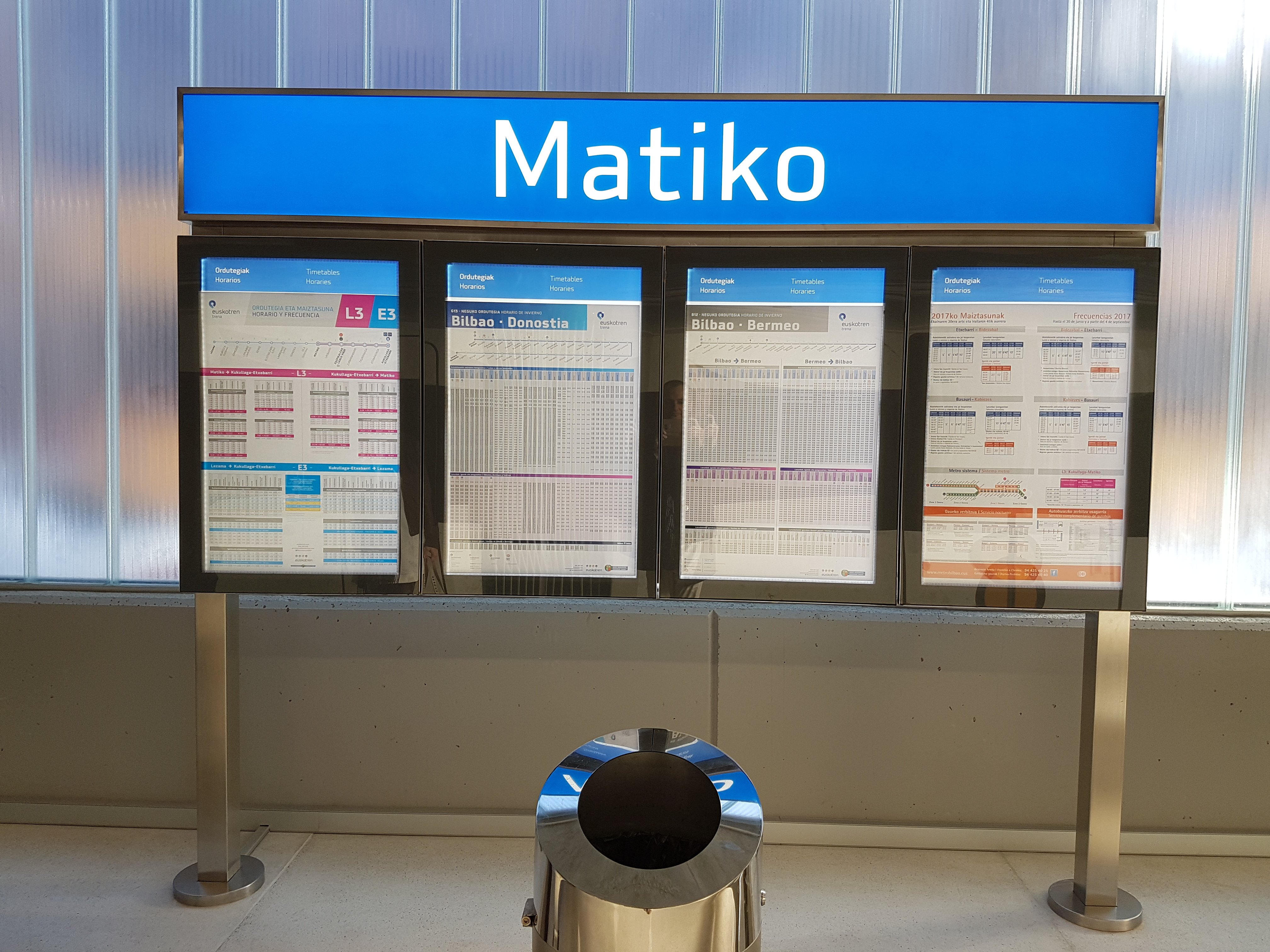